# Zeche Feigenbaum
Die Zeche Feigenbaum war ein Steinkohlenbergwerk im Hattingener Stadtteil Niederbonsfeld. Die Zeche war zwischen April 1838 und September 1923 in Betrieb.

## Bergwerksgeschichte
Am 9. März 1836 erfolgte die Verleihung eines Geviertfeldes. Die Inbetriebnahme erfolgte im April 1838, es wurde ein Stollen aufgefahren. Im Jahr 1840 wurde ein Schacht abgeteuft und weiter Abbau betrieben. Am 18. Dezember des Jahres 1844 wurde das Bergwerk stillgelegt. Im Januar des Jahres 1919 wurden das Bergwerk und der Stollen erneut in Betrieb genommen. Es wurde eine Betriebsgemeinschaft mit der Zeche Vereinigte Aufgottgewagt & Ungewiß geschlossen. Im Jahr 1920 waren 2 Sohlen in Betrieb und es wurden 3 Tagesüberhauen aufgefahren. Im Jahr 1922 wurde die Förderung unter Tage zur Zeche Vereinigte Aufgottgewagt & Ungewiß getätigt. Am 1. Oktober 1923 wurde die Zeche Feigenbaum stillgelegt.

### Förderung und Belegschaft
Die ersten Förderzahlen stammen aus dem Jahr 1839, es wurden 1584 ½ preußische Tonnen Steinkohle abgebaut. Im Jahr 1841 wurden 5244 ¾ preußische Tonnen Steinkohle gefördert. 1842 sank die Förderung auf 2944 preußische Tonnen. Die ersten Belegschaftszahlen stammen aus dem Jahre 1919, damals waren 34 Bergleute auf dem Bergwerk angelegt, die eine Förderung von 7630 Tonnen Steinkohle erbrachten. Die letzten bekannten Förder- und Belegschaftszahlen des Bergwerks stammen aus dem Jahr 1920 – mit 44 Bergleuten wurden 9452 Tonnen Steinkohle gefördert.

## Kleinzeche Feigenbaum
Von 1960 bis 1962 war die Kleinzeche Feigenbaum in Hattingen-Niederbonsfeld in Betrieb. Im Jahr der Inbetriebnahme wurden 239 Tonnen Steinkohle gefördert. Im darauffolgenden Jahr wurden mit sieben Bergleuten 2812 Tonnen Steinkohle gefördert. Am 31. März wurde die Kleinzeche Feigenbaum stillgelegt. Ob ein Zusammenhang zwischen der Kleinzeche Feigenbaum und der Zeche Feigenbaum besteht, lässt sich nicht mit Gewissheit sagen.